# از لاک جیغ تا خدا
از لاکِ جیغ تا خدا عنوان برنامه‌ای مستند و گفتگو محور، با محوریت سبک زندگی محصول گروه خانواده و فرهنگ به تهیه‌کنندگی هاشم تفکری بافقی است که از بهمن ماه ۱۳۹۳ از شبکه دو سیما به نمایش درآمد. این برنامه تلاش دارد روایتی متفاوت از زندگی افرادی که متحول شده‌اند به ویژه زنان محجبه به تصویر بکشد.
ابتدا دو قسمت پایلوت (مقدماتی) این مستند در شبکه قرآن ساخته شد. مدیران شبکه مذکور اقرار به گناه را مشکل این مجموعه برمی‌شمردند. با پیگیری مدیر گروه مستند شبکه دو، در نهایت کار برای این شبکه به انجام رسید.
این برنامه، با افرادی که به تازگی پوشش چادر را انتخاب کرده‌اند، گفتگو می‌کند. این مستند تلویزیونی به سراغ ۲۲ زن ایرانی رفته که به باور تهیه‌کننده، در گذشته حجاب مناسبی نداشته و هر کدام به دلیل اتفاقاتی در زندگی‌شان، محجبه شده‌اند.
این برنامه در طی مدت نمایش، جمعه هر هفته ساعت ۲۲:۵۰ از شبکه ۲ سیمای جمهوری اسلامی ایران پخش شد.
این برنامه در ماه رمضان ۱۳۹۴ هر شب از شبکه دو سیما نمایش داده می‌شد و تاکنون (سال ۱۳۹۷) در حال پخش است.